# Agim Ibraimi
Agim Ibraimi (makedonsko Агим Ибраими), makedonski nogometaš, * 29. avgust 1988, Tetovo, SR Makedonija.

## Življenjepis
Agim je makedonski reprezentant albanskega rodu. Njegov tri leta mlajši bratranec Arijan Ademi je tudi makedonski reprezentant in član najtrofejnejšega moštva ( GNK Dinamo Zagreb )  naših južnih sosedov. Ibraimi je člansko kariero začel v klubu Škendija v makedonski ligi leta 2005. Leto za tem je prestopil v Red Bull Salzburg v avstrijsko ligo, med letoma 2008 in 2010 pa je igral za Olimpijo v drugi in prvi slovenski ligi. Za tem je igral za Eskisehirspor v turški ligi, od leta 2011 pa je igral v slovenski ligi, krajši čas za Nafto, nato pa za Maribor. Skupno je v prvi slovenski ligi odigral 171 tekem in dosegel 48 golov. V sezoni 2013-2014 je igral kot posojen igralec Maribora za Cagliari v Serie A in zbral 25 nastopov in dosegel 2 gola. Na zadnje je igral za Dinamo Tirana . 